# Regresiones aparentemente no relacionadas
En econometría, las regresiones aparentemente no relacionadas o Seemingly unrelated regressions (SUR) por sus siglas en inglés es un  modelo, propuesto por Arnold Zellner en (1962), es una generalización de un modelo de una regresión lineal que consta de varias ecuaciones, cada uno con su propia variable dependiente y potencialmente diferentes conjuntos de variables explicativas exógenas. Cada ecuación es una regresión lineal válida por sí misma y se puede estimar por separado, por lo que el sistema se llama aparentemente sin relación, aunque algunos autores sugieren que el término aparentemente relacionada sería más apropiado, ya que los términos de error se supone que están correlacionados a través de las ecuaciones.
El modelo se puede estimar ecuación por ecuación utilizando métodos estándares como mínimos cuadrados ordinarios (MCO). Estas estimaciones son consistentes, sin embargo por lo general no son tan eficientes como con el método SUR, que asciende a mínimos cuadrados generalizados factibles con una forma específica de la matriz de varianza-covarianza. Hay dos casos importantes en los que el SUR es de hecho equivalente a los MCO, estos son: cuando los términos de error no tienen correlación entre las ecuaciones (para que sean verdaderamente no relacionadas), o cuando cada ecuación contiene exactamente el mismo conjunto de regresores del lado derecho.
El modelo SUR puede ser visto ya sea como la simplificación del modelo lineal general donde ciertos coeficientes en la matriz {\displaystyle \mathrm {B} } están restringidos a ser iguales a cero, o como la generalización del modelo lineal general donde se permite a los regresores en la del lado de mano derecha sean diferentes en cada ecuación. El modelo SUR puede generalizarse aún más en el modelo de ecuaciones simultáneas, donde los regresores del lado derecho se les permite ser las variables endógenas así. 

## El modelo
Supongamos que hay m ecuaciones de regresión
{\displaystyle y_{ir}=x_{ir}^{\mathsf {T}}\;\!\beta _{i}+\varepsilon _{ir},\quad i=1,\ldots ,m.}
Aquí i representa el número de la ecuación, r = 1, …, R es el índice de la observación y estamos tomando la transpuesta de la {\displaystyle x_{ir}} vector columna. El número de observaciones R se supone que ser grande, de modo que en el análisis tomamos R → {\displaystyle \infty }, Mientras que el número de ecuaciones m permanece fija.
Cada ecuación i tiene una única variable de respuesta y del ir y un vector i k-dimensional de regresores x ir. Si apilamos observaciones correspondientes a la ecuación i-ésimo en vectores y matrices-R dimensional, a continuación, el modelo se puede escribir en forma vectorial como
{\displaystyle y_{i}=X_{i}\beta _{i}+\varepsilon _{i},\quad i=1,\ldots ,m,}
donde yi y εi son R×1 vectores, Xi es una matriz R×ki, y βi es un ki×1 vector.

Por último, si apilamos estas ecuaciones m vectores en la parte superior de uno al otro, el sistema tomará forma: eq. (2.2) 
{\displaystyle {\begin{pmatrix}y_{1}\\y_{2}\\\vdots \\y_{m}\end{pmatrix}}={\begin{pmatrix}X_{1}&0&\ldots &0\\0&X_{2}&\ldots &0\\\vdots &\vdots &\ddots &\vdots \\0&0&\ldots &X_{m}\end{pmatrix}}{\begin{pmatrix}\beta _{1}\\\beta _{2}\\\vdots \\\beta _{m}\end{pmatrix}}+{\begin{pmatrix}\varepsilon _{1}\\\varepsilon _{2}\\\vdots \\\varepsilon _{m}\end{pmatrix}}=X\beta +\varepsilon \,.}
La suposición del modelo es que los términos de error εir  son independientes a lo largo del tiempo, pero pueden tener correlaciones contemporáneas cruzadas. Por lo tanto, suponemos que E[ εir εis | X ] = 0 siempre que r ≠ s, mientras que E[ εir εjr | X ] = σij. Denominando Σ = [σij] a matriz de skedasticity m × m de cada observación, la matriz de covarianza de los términos de error ε  será igual a: eq. (2.4) : 332 
{\displaystyle \Omega \equiv \operatorname {E} [\,\varepsilon \varepsilon ^{\mathsf {T}}\,|X\,]=\Sigma \otimes I_{R},}
donde IR es la matriz de identidad dimensional y ⊗ denota el producto matriz Kronecker.: 197 

## Estimación
El modelo SUR generalmente se estima utilizando el método de mínimos cuadrados generalizados (FGLS) factible. Este es un método de dos pasos en el que en el primer paso ejecutamos la regresión ordinaria de mínimos cuadrados para (1). Los residuos de esta regresión se utilizan para estimar los elementos de la matriz {\displaystyle \Sigma }:: 198 
{\displaystyle {\hat {\sigma }}_{ij}={\frac {1}{R}}\,{\hat {\varepsilon }}_{i}^{\mathsf {T}}{\hat {\varepsilon }}_{j}.}
En el segundo paso, ejecutamos la regresión por mínimos cuadrados generalizados para (1) usando la matriz de varianza {\displaystyle \scriptstyle {\hat {\Omega }}\;=\;{\hat {\Sigma }}\,\otimes \,I_{R}}:
{\displaystyle {\hat {\beta }}={\Big (}X^{\mathsf {T}}({\hat {\Sigma }}^{-1}\otimes I_{R})X{\Big )}^{\!-1}X^{\mathsf {T}}({\hat {\Sigma }}^{-1}\otimes I_{R})\,y.}
Este estimador es imparcial en muestras pequeñas suponiendo que los términos de error ε ir tienen una distribución simétrica; en muestras grandes es consistente y asintóticamente normal con distribución límite: 198 
{\displaystyle {\sqrt {R}}({\hat {\beta }}-\beta )\ {\xrightarrow {d}}\ {\mathcal {N}}{\Big (}\,0,\;{\Big (}{\tfrac {1}{R}}X^{\mathsf {T}}(\Sigma ^{-1}\otimes I_{R})X{\Big )}^{\!-1}\,{\Big )}.}
Se sugirieron otras técnicas de estimación además del FGLS para el modelo SUR: el método de máxima verosimilitud (ML) bajo el supuesto de que los errores se distribuyen normalmente; los mínimos cuadrados iterativos generalizados (IGLS), donde los residuos del segundo paso de FGLS se utilizan para volver a calcular la matriz {\displaystyle \scriptstyle {\hat {\Sigma }}}, luego estimar {\displaystyle \scriptstyle {\hat {\beta }}} otra vez usando GLS, y así sucesivamente, hasta que se logre la convergencia; el esquema iterativo de mínimos cuadrados ordinarios (IOLS), donde la estimación se realiza sobre la base de ecuación por ecuación, pero cada ecuación incluye como regresores adicionales los residuos de las ecuaciones estimadas previamente para contabilizar las correlaciones de ecuaciones cruzadas, la estimación es ejecutar iterativamente hasta que se logre la convergencia. Kmenta y Gilbert (1968) llevaron a cabo un estudio de Monte Carlo y establecieron que los tres métodos (IGLS, IOLS y ML) arrojan los resultados numéricamente equivalentes; también encontraron que la distribución asintótica de estos estimadores es la misma que la distribución del FGLS. estimador, mientras que en muestras pequeñas ninguno de los estimadores fue más superior que los otros. Zellner y Ando (2010) desarrollaron un método directo de Monte Carlo para el análisis bayesiano del modelo SUR.